# Domenico Savino
Domenico Savino, noto anche con lo pseudonimo di D. Onivas (Taranto, 13 gennaio 1882 – New York, 8 agosto 1973), è stato un compositore italiano naturalizzato statunitense.

## Biografia
Nato a Taranto nel 1882 da Cataldo (1857 - 1946) e Adele Foresio.
Savino frequentò il Regio Conservatorio di musica a Napoli, dove studiò composizione, pianoforte e direzione d'orchestra, ciò per cui in seguito divenne famoso lavorando per Pathé, Kapp ed RCA.
Nel 1910 emigrò negli Stati Uniti, imbarcandosi a Napoli sulla "Duca degli Abruzzi" per giungere a New York il 7 di novembre di quell'anno.
Savino aiutò Rodolfo Valentino all'inizio della sua carriera, introducendolo negli ambienti giusti della società americana e favorendo la sua trasformazione in una famosa stella del cinema muto. Al momento del suo arrivo negli USA gli donò un frac che gli permise di presentarsi a innumerevoli audizioni e provini per il teatro ed il cinema.
In tempi diversi, Savino diresse la CBS Symphony, divenne poi uno dei Big Three, i soci principali dell'etichetta Robbins Music. Molti dei pezzi più popolari composti da Savino sono ancor oggi pubblicati sotto lo pseudonimo "D. Onivas", che è semplicemente l'iniziale del nome unita al suo cognome scritto al contrario. 
Savino è accreditato per oltre 2500 composizioni, tutte pubblicate e, per la maggior parte, di natura classica o semi-classica, ma anche jazz. Egli curò anche l'adattamento del movimento Clair de lune dalla Suite bergamasque di Claude Debussy. Savino, inoltre, lavorò per molti dei più famosi nomi dell'industria musicale e cinematografica fra gli anni '20 e '40, componendo e arrangiando numerose canzoni e musica da film.
Savino, negli ultimi anni, registrò soprattutto con l'Orchestra Sinfonica di Rome in Georgia per la Thomas J. Valentino Inc., impegnata a creare una biblioteca musicale a New York.

## Vita privata
Profondamente attaccato all'Italia e a Taranto, sua città natale, ci faceva ritorno almeno una volta all'anno soggiornando presso la sua villa a Talsano, quartiere periferico della città. 
Savino sposò la cantante ungherese Margherita Hoffman, a cui sono dedicati molti dei brani da lui composti. Non ebbero figli.

## Composizioni
La catalogazione e la conservazione di tutte le opere del M° Domenico Savino è tutt'oggi oggetto di studio e ricerca di Sara Lacarbonara e Giovanni Marinotti, musicisti di fama nazionale e direttori artistici presso l'Accademia Musicale Arthemis con sede a Taranto e San Marzano di San Giuseppe.

### Composizioni per orchestra
| - 1919 Himalya (con Henry Stern) - 18th Century Minuet - 20th Century Dramatic Opening - A Child's Dream - A little story - A Study in Blue - Adriana - Affectionate Letter - Afternoon in Madrid - Airborne Closing - Airborne Opening - Amor de Mexico - Amour Triste - Arabesque - Argentina Days - Arrival of Decision - At the Fair - At the Terminus - Autumn Ode - Badinage Bridge - Barcarolle - Bavarian Reminiscent - Beautiful Sunset - Belle of Seville - Bells and Beaux - Birth of Light - Blue Parakeet - Bridge of Sighs - Broad Field Bridge - Budding Romance - Butterfly - Calm Sea - Chant des Oiseaux - Carillon - Casbah Nights - Change of Scene - Children at play - Children's Games - China Doll's Lullabye - Cielito Lindo - Cinema Opening - Cloistered Hills - Club Paree - Cossack Fury - Country Episode - Countryside Bridge - Cup to my lips - Czardas Nights - Dance of the Dolls - Danse antique - Death of a Doll - Declaration of Love - Deliberation - Devotion - Eastern Romance - Emotional Disturbance - En Voiture - En Voiture Bridge - Enigmatic Closing - Enigmatic Opening - Evening of Love - Evening Serenade - Eventide - Expectancy - Faith Eternal - Family outing - Fidelity - Fond Memories - French Childhood - Frere Jacques - Friendship - Frivolity - Furtive Flirtation - Gaiety | - Gavotte - Gay Excursion - Games and Flowers - Garden Scenes - Glory of the Cathedral - Good Night Dearie (samen met: S. R. Henry) - Great Country Opening - Gypsy Love - Happy Awakening - Happy Country - Happy Family - Heart Stab - High Street in Chungking - Hill and Dale - Holiday Express - Humoresque - Ideals - Impressions of Italy 1. The Alps 2. The Lakes 3. Venetian Lagoon 4. Rome at dawn 5. Sorrento Folk Dance - In a Spanish Garden - In the Boudoir - In the Country - In the Saddle - Industrial Film Opening - Interlude - Italian Sentiments - Japanese Sunset - Japanese Tea - Jeunesse - Jolly Maidens - Joyous Conclusion - June Barcarolle - King of the Mountain Closing - King of the Mountain Opening - La Golondrina - La Valse - La Valse Nr. 2 - Lake Como - Le petit danseuse - Light Romantic Closing - Light Romantic Curtain - Light Romantic Opening - Little Serenade - Little White Donkey - Lonely Hour - Long Shadows - Love's Sadness - Lullaby - Manon - March - Mediterranean Mood - Marionette's Wedding - May Morning - Mazurka - Mazurka Nr. 2 - Meadowland - Meadow Sprite - Meditation - Mediterranean Mood - Mexican Fiesta - Minuet Antica - Mission of Mercy - Moonlight Dance - Moto Perpetuo - Musical Show Opening - My Native Land - My Own Land Closing - My Own Land Opening - Neapolitan Moods - Neapolitanesca - Niagara - Nocturne Nr. 1 | - Nocturne Nr. 2 - Nocturne Nr. 2 - Nocturne Nr. 5 - Nocturne Nr. 6 - Norwegian Gaieties - Nostalgic Melody - Nostalgic Remberence - Novelette Nr. 1 - Novelette Nr. 4 - Novelette Nr. 7 - Novelette Nr. 8 - Novelette Pastorale - Occupational Therapy - On the Boulevard - Orientale - Overture to Spring - Overture Fantasy - Pahjahmah (samen met: S. R. Henry) - Pantomime Flirtation - Past Impressions - Pastoral - Pastorale Episode - Pavane - Pensive Interlude - Popular Dance - Power and Glory - Processional - Promenade in the Park - Quiet Waters - Regal Entrance - Remember Me - Remembrance - Remembrance of Paris - Rio Holiday - Rockbound Coast - Romantic Intermezzo - Romantic Prelude - Romantic Stroll - Rustic Merriment - Rustic Revels - Sail Ho! Opening - Sail Ho! Closing - Saltarello - Scandinavia - Scandinavian Fantasy - Sentimental Maiden - Serenata Time - Serene Reflections - Shamrock Isle - Shanghai Holiday - Snowbirds - Sorrow and Sentiment - Springs Awakening - Stitch in time - Tarantella - Tense Buildup - The Cenacle - The Cuckoo - Tin Soldiers - Tune from Londonderry - Turbulence Nr. 2 - Twinkling Toes - Under the Rain - Vesuvian Rhapsody - Viennese Garden - Villa Borghese - Village Festival - V.I.P. - Walking alone - Weary Heart - When the Swallows return - Whispering Winds - Wiegenlied - Word of Love |

### Opere per orchestra
- 1954 Campus Festival Overture
- Neapolitan Rhapsody
- Romantic Waltz, per piano ed orchestra

### Opere per pianoforte
- Arabesque in Blue
- Blue Mirage
- Diamond Dust (composto con Peter De Rose)
- Episodio campestre
- Gavotte
- Mattinata Spagnola
- Pattuglia Gaia
- Prelude to the Moon
- Risveglio
- Starlight Dance
- Study in Blue

### Canzoni
- 1918 Indianola, per voce ed orchestra, testo di Frank H. Warren - (con S. R. Henry)
- 1918 Kentucky dream waltz, per voce ed orchestra, testo di Agnetta Floris - (con S. R. Henry)
- 1919 Now I know, per voce ed orchestra, testo di Frank H. Warren - (con S. R. Henry)
- 1920 Burning sands, per voce ed orchestra, testo di Jack Meskill

### Colonne sonore
- Burning Sands, regia di George Melford (1922)
- Lo zar folle (The Patriot), regia di Ernst Lubitsch (1928)
- Il milionario (Sidewalks of New York), regia di Jules White e Zion Myers (1931)
- Chi è più felice di me? (1938)

### Discografia
- Sara Lacarbonara - D.Onivas: il ponte musicale tra Taranto e gli USA (Arthemis Edizioni Musicali 2019) - Ascolta su Spotify